# Рометти, Вирджиния
Вирджиния Мари «Джинни» Рометти (англ. Virginia Marie "Ginni" Rometty, урожденная англ. Virginia Marie Nicosia; род. 29 июля 1957, Чикаго, Иллинойс, США) — американская бизнес-леди, топ-менеджер, председатель совета директоров (2012—н.в.), бывший президент (2012—2020) и девятый генеральный директор (2012—2020) корпорации IBM, первая женщина-руководитель компании. До того, как стать президентом и генеральным директором в январе 2012 года, занимала должности старшего вице-президента и исполнительного директора по продажам, маркетингу и стратегии в IBM. Начала работу в IBM в 1981 году в качестве системного инженера в Детройтском офисе компании.
В течение десяти лет подряд входила в список «50 самых влиятельных женщин в бизнесе» журнала Fortune, занимая в нем первое место в 2012, 2013 и 2014 годах. Получала признание от ряда других изданий, входя в схожие списки, а также критическую оценку своей работы.
В 2017 году в рейтинге журнала «Forbes» Джинни Рометти впервые стала 10-й в списке 100 самых влиятельных женщин мира.

## Ранние годы и образование
В 1979 году Рометти с отличием окончила школу инженерного дела и прикладных наук Роберта Маккормика в Северо-Западном университете, получив степень бакалавра компьютерных наук и электротехники. Была членом сестринства Kappa Kappa Gamma, впоследствии став его президентом.

## Карьера

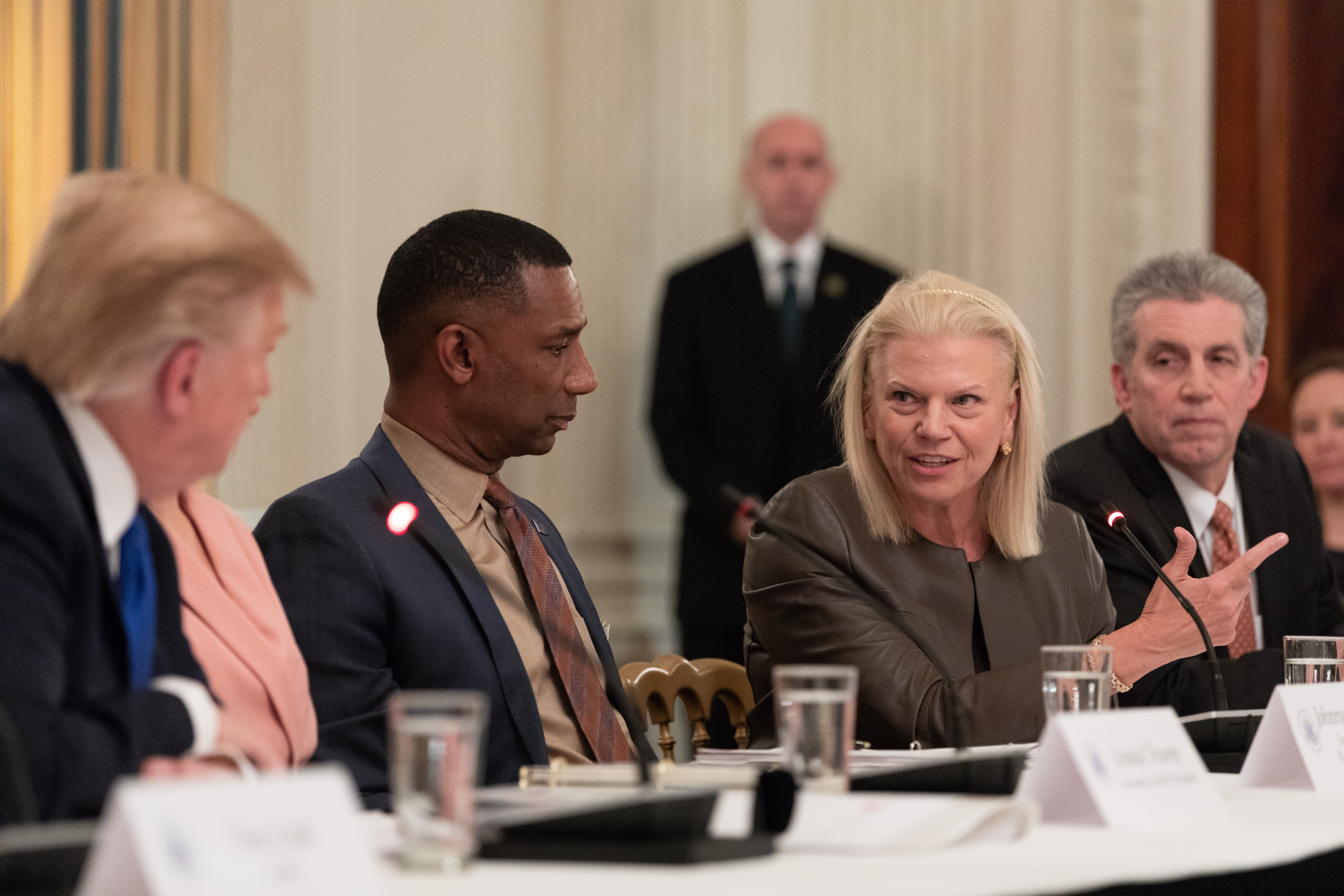
Президент Дональд Трамп слушает Джинни Рометти, CEO IBM

После окончания университета в 1979 году Рометти стала работать в «Дженерал Моторс». В 1981 году присоединилась к IBM в качестве системного инженера в её Детройтском офисе. В 1991 году начала работу в IBM Consulting Group. В 2002 году она «отстаивала покупку крупной бизнес-консалтинговой фирмы, PricewaterhouseCoopers Consulting, за $3,5 миллиарда». В 2009 году Рометти стала старшим вице-президентом и исполнительным директором по продажам, маркетингу и стратегии, ей «приписывается ведущая роль в реализации стратегии роста IBM путем выхода компании на рынок облачных вычислений и аналитики». Возглавляла команду, которая подготавливала Watson, компьютер играющий в Jeopardy!, для коммерческого использования.
25 октября 2011 года IBM объявила, что с 1 января 2012 года Рометти станет следующим президентом и генеральным директором компании, сместив на этой должности Сэма Палмизано, который сохранит за собой пост председателя совета директоров. Рометти стала первой женщиной, которая была назначена генеральным директором IBM. Палмизано заявил относительно её продвижения, что «Джинни получила это место, потому что она это заслужила… Это не имеет никакого отношения к прогрессивным социальным политикам[проверить перевод] (в отношении женщин)».
26 сентября 2012 года IBM объявила, что Рометти дополнительно принимает на себя роль председателя IBM ввиду того, что Сэм Палмизано решил уйти в отставку в конце 2012 года. С 1 октября 2012 года Рометти начала выполнять обязанности председателя, президента и генерального директора IBM.
Одной из её целей является концентрация усилий компании на облачных и когнитивных вычислительных системах, таких как Watson.
31 января 2020 года Совет директоров IBM назначил с 6 апреля Арвинда Кришну на пост генерального директора (CEO) корпорации, когда он сменит на этом посту Джинни Рометти, но до конца 2020 года Рометти останется исполнительным председателем совета директоров компании, после чего окончательно покинет её.

## Награды и достижения
Рометти является членом Совета по международным отношениям, Совета попечителей её альма-матер — Северо-Западного университета, Совета попечителей и Совета руководителей Мемориального онкологического центра им. Слоуна-Кеттеринга, Совета по сохранению Латинской Америки, которое является подразделением The Nature Conservancy. В 2006—2009 гг. была членом Совета директоров AIG.
В 2014 году Рометти снималась в документальном фильме PBS под названием The Boomer List. В том же году стала третьей женщиной-членом гольф-клуба Augusta National Golf Club. Является почетным доктором Политехнического института Ренсселера (2014) и Северо-Западного университета (2015).
В выпуске Fortune 15 сентября 2015 года Рометти заняла 3-е место в списке самых влиятельных женщин. Премия имени Томаса Эдисона (Edison Achievement Award) 2019 года.

## Личная жизнь
Рометти состоит в браке с Марком Энтони Рометти, ключевым инвестором компании Bam Oil. У супругов нет детей.